# 山峰潤也
山峰 潤也（やまみね じゅんや、1983年 - 2025年1月9日）は、日本のキュレーター。
一般財団法人東京アートアクセラレーション共同代表。

## 経歴
茨城県生まれ。2006年、多摩美術大学造形表現学部映像演劇学科卒業。2008年、東京芸術大学大学院映像研究科メディアアート領域修了。
2008年から2010年まで、財団法人画像教育振興協会（CG-ARTS）に勤務した。その後東京都写真美術館、金沢21世紀美術館、水戸芸術館現代美術センターで、キュレーターとして勤務したのち、東京アートアクセラレーション共同代表としてANB Tokyoの企画運営に携わる。
2015年度文科省学芸員等在外派遣研修員、学習院女子大学／東京工芸大学非常勤講師。
2024年末に体調を崩し入院するも容態が悪化し、2025年1月9日に死去。41歳没。

## 企画
- 「The world began without the human race and it will end without it.」（国立台湾美術館、2021-2022年）[4]
- 「霧の抵抗　中谷芙二子」（水戸芸術館、2018-2019年）[5]
- 「ハロー・ワールド ポスト・ヒューマン時代に向けて」（水戸芸術館、2018年）[6]
- アペルト04「Nerhol プロムナード」（金沢21世紀美術館、2016年）
- 第7回「恵比寿映像祭　惑星で会いましょう」（東京都写真美術館、2015年）[7]
- 第6回「恵比寿映像祭　トゥルー・カラーズ」（東京都写真美術館、2014年）[8]
- 第5回「恵比寿映像祭　パブリック⇄ダイアリー」（東京都写真美術館、2013年）[9]
- 第4回「恵比寿映像祭　映像のフィジカル」（東京都写真美術館、2012年）[10]

その他、ポーランドや韓国、スロベニアなどの展覧会などにゲストキュレーターとして参加した。

## 監修
また「KAWS TOKYO FIRST」日本側監修（フジテレビ）、テレビ朝日のアート番組「アルスくんとテクネちゃん」監修などを務め、文化庁のアートプラットフォーム事業や文化経済戦略推進事業に携わるなど、シンポジウムの企画、編集、執筆、講演、審査委員など幅広く活動する。最近では、文化やアートに関わる事業のコンサルや地域創生などに関心を持って活動する。

## 参考
- http://journal.vrsj.org/17-3/s28-30.pdf